# Casa de Babenberg

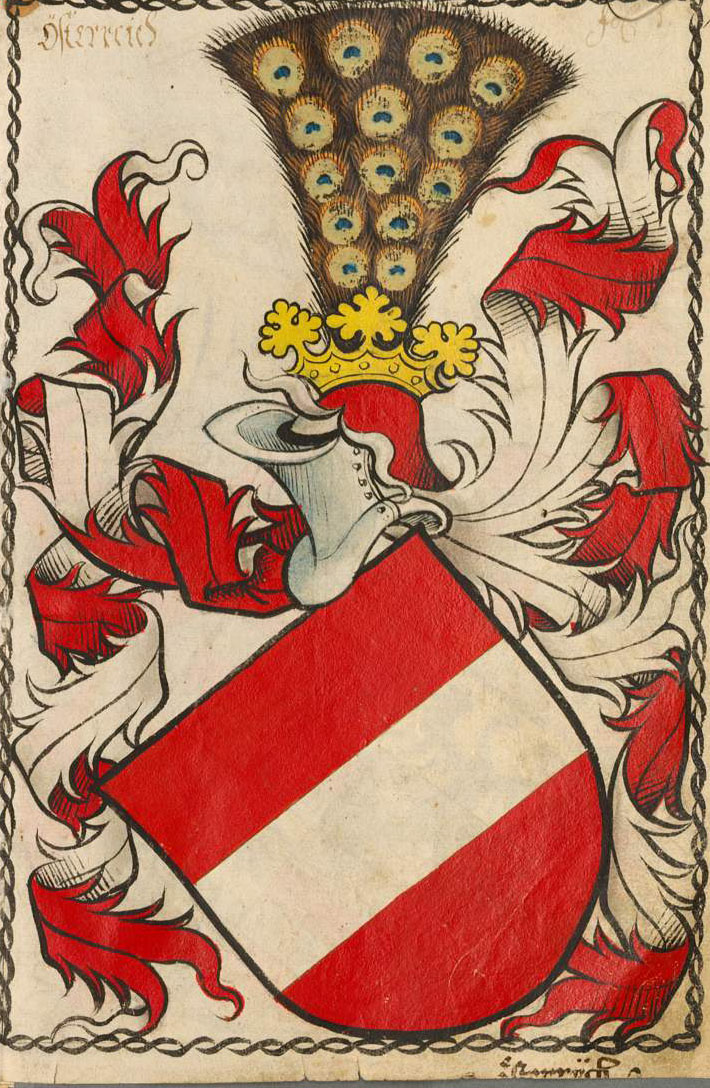
Blazonul familiei Babenberg (pe scut), care provenea inițial de la blazonul familiei Eppenstein (în Cartea blazoanelor „Scheibler's Wappenbuch” 1450–1480)

Casa de Babenberg a fost o dinastie de margrafi și duci austrieci. Familia Babenberg era originară din teritoriile franconiene și bavareze. Numele provine de la orașul Bamberg aflat azi în Franconia Superioară (Oberfranken). Membrii familiei Babenberg au condus ducatul Austria din 976 până la stingerea familiei în 1246 - înainte ca membrii Casei de Habsburg să stăpânească Austria.

## Descendența
Ideea existenței unei conexiuni între Babenbergii austrieci și cei franconieni (Popponen⁠(d)), numiți și vechii Babenbergi, a fost susținută deseori începând din Evul Mediu. Istoriografii nu mai urmăresc astăzi dovedirea originii Casei de Babenberg ca având legătură directă cu familia franconiană Babenberg. Întrucât Babenbergii austrieci provin din înalta nobilime bavareză, existența unei înrudiri este evidentă și se presupune că se bazează pe strămoși materni. De asemenea, descendența din dinastia Luitpolding este susținută de diferite teorii și indicii. Primul Babenberg, Luitpold, a fost probabil fiul sau nepotul ducelui bavarez Arnulf cel Rău. El a fost fratele sau nepotul contelui Berthold Schweinfurt.
Nici numele „Babenberg” și nici supranumele (poreclele) membrilor familiei cunoscute azi nu existau în timpul vieții acestora. Numele „Babenberg” a fost prima dată folosit spre sfârșitul secolului al XV-lea de istoricul Ladislau Sunthaym⁠(d) (c. 1440-d.1513) în genealogia familiei.

## Babenbergii ca regenți

### Margrafi
În anul 976, Luitpold a fost menționat pentru prima dată ca fiind conte al Mărcii Austria (în latină Marcha orientalis, în germană Ostmark sauOstarrîchi ), o zonă de cel mult 100 de kilometri lungime la granița de est a Bavariei, din care ulterior a evoluat Ducatul Austria. Luitpold era loial împăratului al Otto II-lea, care l-a instalat ca margraf după reprimarea răscoalei bavareze din 976. El și-a extins stăpânirea spre est în detrimentul ungurilor, până la Wagram⁠(d). La nord de Dunăre Luitpold stăpânea doar o fâșie îngustă de pământ și spre sud teritoriul său se întindea până la poalele Alpilor elvețieni.
În anul 994, titlul de margraf a fost preluat de fiul său Henric I, care a continuat politica tatălui. Acesta a fost urmat în 1018 de fratele său, Adalbert cel Victorios, a cărui remarcabilă loialitate față de împărații Henric al II-lea și Henric al III-lea a fost de multe ori recompensată. El a fost urmat în 1055 de nepotul său, Ernest. Sub Adalbert râurile Leitha, March și Thaya au devenit râuri de graniță și așa au rămas până astăzi.
Următorul margraf, Leopold al II-lea, nu a fost suficient de puternic în lupta pentru investitură, dar sub influența episcopului Altmann de Passau, s-a poziționat de partea papei Grigore al VII-lea. Totuși Henric al IV-lea, în ciuda înfrângerii lui Leopold la Mailberg în 1082, nu a reușit să-l alunge din Marca de Austria și nici să îl împiedice pe fiul lui, Leopold al III-lea, să îi urmeze în 1096. În disputa dintre împăratul Henric al IV-lea și fiul său Henric al V-lea, Leopold al III-lea a fost de partea fiului împăratului. Ulterior el a trecut de partea împăratului căsătorindu-se în 1106 cu Agnes, fiica acestuia și văduva ducelui Frederic I al Suabiei. În perioada următoare Leopold al III-lea a încercat să-și mărească proprietățile teritoriale: a preluat feude decăzute, a cumpărat și a moștenit. În Klosterneuburg și-a construit o reședință. În 1125 a refuzat coroana imperiului. Ulterior datorită zelului dovedit în întemeierea mânăstirilor (în special abația Klosterneuburg) a fost supranumit „cel Cuvios”. În 1485 a fost canonizat de papa Inocențiu al VIII-lea. El este considerat patronul Vienei, Austriei Inferioare și Austriei Superioare.

### Duci
Al cincilea dintre fiii lui Leopold al III-lea a fost Otto, episcop de Freising. Fiul său cel mare, Leopold al IV-lea, a devenit margraf în 1136 și a primit Ducatul Bavaria în 1139 de la regele Conrad al III-lea, ce îi fusese retras lui Henric cel Mândru (din dinastia Welfilor).
Henric Jasomirgott, al doilea fiu al lui Leopold al III-lea, a devenit în 1140 Conte Palatin al Rinului. În 1141 după moartea fratelui său, Leopold al IV-lea, a devenit margraf de Austria. După căsătoria sa cu Gertrude, văduva lui Henric cel Mândru, a primit ducatul Bavaria în 1143 și a renunțat la titlul de conte Palatin al Rinului. În 1147 a participat la Cruciada a doua. După ce s-a întors, Henric Jasomirgott a renunțat la ducatul Bavaria datorită presiunii exercitate de noul rege Frederic I. Fiul lui Henric cel Mândru, Henric Leul, a revendicat și obținut ducatul Bavaria ca moștenitor. Pentru a compensa pierderea ducatului Bavaria, margrafiatul Austria, a cărui capitală fusese mutată la Viena în 1146, a fost ridicat la rang de ducat și Henric Jasomirgott a devenit duce (Privilegium minus - 1156). În jurul anului 1155 a construit Castelul Babenberg la Viena ca nouă reședință după ce a renunțat reședința din Klosterneuburg. Acest castel a rămas reședința Babenbergilor până în jurul anului 1275, când a fost construit un nou castel pe locul aripii elvețiene a Castelului Hofburg de astăzi.
Al doilea duce de Austria a fost fiul lui Henric Jasomirgott, Leopold al V-lea, care i-a succedat tatălui în 1177 și care a luat parte la Cruciada a treia (1182-1190). În Palestina a avut o dispută cu regele Richard Inimă de Leu, pe care l-a capturat apoi în drumul său spre casă și l-a predat împăratului Henric al VI-lea. Ca răscumparare a primit suma de 50 000 de mărci de argint, jumătate fiind plătită de Anglia. Cu această sumă a întemeiat orașul Wiener Neustadt, a extins Viena și a asigurat îmbunătățirea situației economice a teritoriilor sale. Leopold a mărit teritoriile Casei Babenberg prin dobândirea Stiriei după moartea rudei sale Ottokar al IV-lea. El a murit în 1192, după care ducatul Austria a revenit fiului său, Frederic I (Catolicul), iar Stiria celuilalt fiu al său, Leopold al VI-lea (cel Glorios). Acesta a preluat în 1198 Stiria după moartea lui Frederic. Austria și Stiria au fost astfel reunificate.
Noul duce a luptat împotriva sarazinilor în Spania, Egipt și Palestina, fiind astăzi apreciat mai mult în calitate de legislator, promotor al literaturii și fondator de orașe. Sub stăpânirea lui, Viena a devenit un centru de cultură în Sfântul Imperiu Roman și a înființat o mare școală de menestreli. El a murit în 1230 la San Germano (astăzi Cassino), unde se dusese să negocieze o pace între împăratul Frederic al II-lea și papa Grigore al IX-lea.

### Sfârșitul dinastiei
Frederic al II-lea care l-a succedat ca duce pe tatăl său, Leopold al VI-lea, a primit porecla Certărețul datorită permanentelor dispute cu vecinii săi (aflați sub conducerea lui Kuenringer⁠(d)), cu regii Ungariei și Boemiei și cu împăratul. El a acaparat cu forța proprietățile mamei și surorii sale. Nu a fost agreat de supușii săi datorită politicii opresive. El a fost pus sub interdicție imperială în 1236 și a fost expulzat din Austria. Frederic a negociat fără succes cu împăratul romano-german Frederic al II-lea pentru a ridica Austria la rand de regat. A murit pe 15 iunie 1246 în Bătălia de pe Leitha dusă împotriva ungurilor. Odată cu moartea lui, s-a stins linia masculină a familiei Babenberg. Deoarece Privilegium minus a permis și o succesiune feminină, succesiunea în Austria și Stiria a fost motiv de controversă în rândul rudelor de sex femin ale lui Frederic, care erau încă în viață. Nepoata sa Gertruda de Babenberg, fiica fratelui său mai mare, Henric care murise în 1228, s-a căsătorit în 1246 cu margraful Vladislav al Moraviei, fiul regelui Boemiei, Venceslau I. Această căsătorie fusese deja convenită în 1238, dar Frederic o amânase în repetate rânduri. Vladislav a murit doar câteva luni după încheierea căsătoriei, pe 3 ianuarie 1247. Apoi Gertrud s-a căsătorit în 1248 cu margraful de Baden, Hermann al VI-lea care a murit în 1250. Fiul rezultat din această căsătorie, Frederic, a deținut titlul de Duce al Austriei și al Stiriei până la moartea sa în 1268, dar nu a reușit niciodată să-și impună efectiv stăpânirea. Nobilimea austriacă a apelat la ajutorul regelui Boemiei în 1251. Ca urmare fiul acestuia, Ottokar, a intrat cu armata sa în Austria la sfârșitul anului 1251 și s-a căsătorit în 1252 cu Margareta de Babenberg, sora lui Frederic al II-lea, devenind astfel duce de Austria. Gertruda s-a aliat atunci cu regele maghiar Béla al IV-lea și s-a căsătorit în 1252 cu Roman de Halitsch, nepotul acestuia. După ce Roman nu a reușit să-și impună forța militară în ducatul Austriei, el a divorțat în 1253 și s-a întors în Ungaria. Ottokar, care l-a succedat pe tatăl său Venceslau I ca rege al Boemiei în 1253, a ajuns la un acord cu Béla al IV-lea în 1254 și a lăsat Stiria pe seama acestuia. Ottokar l-a învins pe Béla pe câmpia Marchfeld în 1260 și prin Pacea de la Viena, încheiată pe 31 martie 1261, Stiria a fost dată Boemiei. Ottokar, care divorțase de Margareta în 1261, a stăpânit astfel Austria și Stiria. După moartea lui Ottokar în Bătălia de la Marchfeld din 1278 dusă împotriva lui Rudolf I de Habsburg, moștenirea familiei Babenberg a revenit Casei de Habsburg. 
Numeroși conducători aparținând dinastiei Babenberg sunt înmormântați în Mănăstirea Heiligenkreuz .

## Blazonul familiei
Blazonul familiei austriece Babenberg reprezintă doi lei negri unul sub celălalt pe fond auriu și este, probabil, legat de blazonul familiei Staufer cu care se înrudea. Blazonul liniei secundare a familiei Babenberg-Mödling avea reprezentați trei lei negri unul sub celălalt pe un fond auriu. Pavilionul cu arme heraldice roșu-alb-roșu al familiei Eppenstein⁠(d) a ajuns în 1192 de la blazonul conților Traungau și al conților Otakar, din Stiria, la Babenbergii austrieci. În cele din urmă, acesta a devenit pavilionul roșu-alb-roșu al ducatului Austria, care era centrul puterii familiei Babenberg. Leii heraldici originali au fost estompați în fundal și cu timpul au dispărut complet. Cu toate acestea, leii au fost păstrați în blazonul Carintiei, pentru că atunci când linia masculină a familiei Babenberg s-a stins în 1246, ducele Ulrich al III-lea de Carintia a renunțat la blazonul său cu pantere și a preluat leii din blazonul Babenberg pentru a sublinia legitimitatea pretenției sale la moștenirea Babenberg. Această pretenție se baza pe faptul că bunica lui Ulrich era născută Babenberg și Ulrich însuși era legat prin cele două căsătorii cu familia Babenberg. Noul blazon reprezenta cei trei lei negri (preluați de la Babenberg-Mödling) pe un fond auriu și scutul austriac roșu-alb-roșu. În această formă, a fost adoptat de familia Meinhardin (ulterior duci ai Carintiei) ca blazon al familiei și, de asemenea, de Casa de Habsburg ca succesoare legală a acestora, în blazonul Ducatului Carintia.